# Thamnophilus nigrocinereus
Thamnophilus nigrocinereus là một loài chim trong họ Thamnophilidae.